# マリー・アパッチェ
マリー・アパッチェ（Mari Apache、女性、1979年10月19日 - ）は、メキシコのプロレスラー。メキシコシティ出身。本名はマリエラ・バルブエナ・トーレス。

## 来歴
父であるグラン・アパッチェの下でトレーニングを積み、1996年、AAAにてプリンセサ・アパッチェのリングネームでデビュー。
1998年3月に来日しアルシオン入団。妹であるファビー・アパッチェもアルシオン入りしている。2000年3月15日にはチャパリータASARIを降しスカイ・ハイ・オブ・アルシオン王座を獲得。。日本ではアルシオンの他に全日本女子プロレス、GAEA JAPANにも参戦。
2002年に帰国。頭部の負傷により休業するが、2007年に復帰。グランとの父娘タッグでAAA混合タッグ王座を獲得し、2010年にはレイナ・デ・レイナス制覇を果たす。
2011年、ファビーとともに9年ぶりの再来日を果たし、OZアカデミー、プロレスリングWAVEに参戦する。
2014年、3年ぶりに来日してWAVEに参戦。
2018年3月28日、娘のナツミがスターダム後楽園ホール大会でデビューし、自身もスターダムに参戦する。
2019年1月14日以降、ナツミが事実上の退団状態となったため、スターダムのリングに上がっていない。

## 家系
| グラン・アパッチェ | グラン・アパッチェ | グラン・アパッチェ | グラン・アパッチェ | グラン・アパッチェ | グラン・アパッチェ |  |  |  |  |                      |                      | レディ・アパッチェ   | レディ・アパッチェ   | レディ・アパッチェ     | レディ・アパッチェ   | レディ・アパッチェ | レディ・アパッチェ |                |                |                |                |                |                |  |  |                      |                      |                      |                      |                      |                      |
| グラン・アパッチェ | グラン・アパッチェ | グラン・アパッチェ | グラン・アパッチェ | グラン・アパッチェ | グラン・アパッチェ |  |  |  |  |                      |                      | レディ・アパッチェ   | レディ・アパッチェ   | レディ・アパッチェ     | レディ・アパッチェ   | レディ・アパッチェ | レディ・アパッチェ |                |                |                |                |                |                |  |  |                      |                      |                      |                      |                      |                      |
|                    |                    |                    |                    |                    |                    |  |  |  |  |                      |                      |                      |                      |                        |                      |                    |                    |                |                |                |                |                |                |  |  |                      |                      |                      |                      |                      |                      |
|                    |                    |                    |                    |                    |                    |  |  |  |  |                      |                      |                      |                      |                        |                      |                    |                    |                |                |                |                |                |                |  |  |                      |                      |                      |                      |                      |                      |
| マリー・アパッチェ | マリー・アパッチェ | マリー・アパッチェ | マリー・アパッチェ | マリー・アパッチェ | マリー・アパッチェ |  |  |  |  | ファビー・アパッチェ | ファビー・アパッチェ | ファビー・アパッチェ | ファビー・アパッチェ | ファビー・アパッチェ   | ファビー・アパッチェ |                    |                    | ビリー・ボーイ | ビリー・ボーイ | ビリー・ボーイ | ビリー・ボーイ | ビリー・ボーイ | ビリー・ボーイ |  |  | ベイビー・アパッチェ | ベイビー・アパッチェ | ベイビー・アパッチェ | ベイビー・アパッチェ | ベイビー・アパッチェ | ベイビー・アパッチェ |
| マリー・アパッチェ | マリー・アパッチェ | マリー・アパッチェ | マリー・アパッチェ | マリー・アパッチェ | マリー・アパッチェ |  |  |  |  | ファビー・アパッチェ | ファビー・アパッチェ | ファビー・アパッチェ | ファビー・アパッチェ | ファビー・アパッチェ   | ファビー・アパッチェ |                    |                    | ビリー・ボーイ | ビリー・ボーイ | ビリー・ボーイ | ビリー・ボーイ | ビリー・ボーイ | ビリー・ボーイ |  |  | ベイビー・アパッチェ | ベイビー・アパッチェ | ベイビー・アパッチェ | ベイビー・アパッチェ | ベイビー・アパッチェ | ベイビー・アパッチェ |
|                    |                    |                    |                    |                    |                    |  |  |  |  |                      |                      |                      |                      |                        |                      |                    |                    |                |                |                |                |                |                |  |  |                      |                      |                      |                      |                      |                      |
|                    |                    |                    |                    |                    |                    |  |  |  |  |                      |                      |                      |                      | マルビン・ザ・ベイビー |                      |                    |                    |                |                |                |                |                |                |  |  |                      |                      |                      |                      |                      |                      |

## 得意技
みちのくドライバーII
トペ・コンヒーロ
パワーボム

## タイトル歴
- レイナ・デ・レイナス
- AAA世界混合タッグ王座（w / グラン・アパッチェ）
- スカイハイ・オブ・アルシオン王座
- ハイスピード王座